# Lista di college e università nelle Isole Vergini Americane
La seguente è una lista di college e università nelle Isole Vergini Americane.

## College e università pubblici

### Istituzioni che rilasciano titoli di studio con durata di quattro anni
- University of the Virgin Islands, Charlotte Amalie (Saint Thomas)
- University of the Virgin Islands-Kingshill, Kingshill (Saint Croix)